# Villiers-les-Hauts
Villiers-les-Hauts település Franciaországban, Yonne megyében. Lakosainak száma 125 fő (2022. január 1.). Villiers-les-Hauts Fulvy, Ancy-le-Franc, Argenteuil-sur-Armançon, Chassignelles, Étivey, Nuits és Pasilly községekkel határos.

## Népesség
A település népessége az elmúlt években az alábbi módon változott:
| Lakosok száma | 150  | 134  | 133  | 125  | 123  | 121  | 122  | 124  | 125  |
|               | 2013 | 2015 | 2016 | 2017 | 2018 | 2019 | 2020 | 2021 | 2022 |